# Otto Stapf (Botaniker)

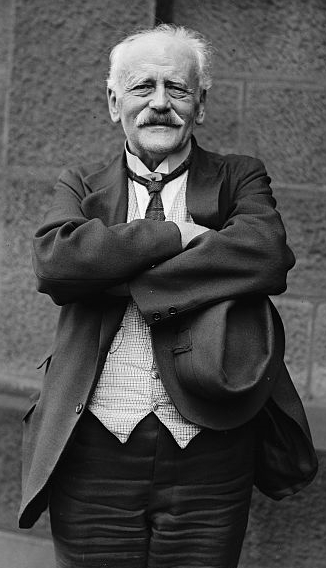
Otto Stapf 1924

Otto Stapf (* 23. März 1857 in Perneck bei Ischl; † 3. August 1933 in Innsbruck) war ein österreichischer Botaniker. Sein offizielles botanisches Autorenkürzel lautet „Stapf“.

## Leben
Otto Stapf wurde 1882 promoviert und habilitierte sich 1887 an der Universität Wien. Er siedelte nach  einem Konflikt mit Anton Kerner von Marilaun nach England über und wurde 1905 englischer Staatsbürger. Von 1891 bis 1922 war er in England Vorsteher des Herbariums von Kew.
Für das Werk Flora capensis des englischen Botanikers William Turner Thiselton Dyer bearbeitete er „Gramineae“ für Band 7 (1898–1900). Für das Werk Die natürlichen Pflanzenfamilien von Adolf Engler und Carl Prantl bearbeitete er „Pedaliaceae, Martyniaceae“ (Band 4 Nummer 3b, 1895). Zur Flora of Tropical Africa von Daniel Oliver trug er „Gramineae“ bei (Band 9, 1917–1920) sowie weitere Familien ab Band 4 (1904).
Er war auch der Herausgeber des Index Londinensis to illustrations of flowering plants, ferns and fern allies, 8 Bände, 1929–1941. Er gab auch im Ruhestand noch die Zeitschrift Botanical Magazine, 1922–1933 heraus. Er starb auf einer Urlaubsreise nach Österreich 1933 in Innsbruck.

## Ehrungen
1908 wurde Stapf als Mitglied („Fellow“) in die Royal Society gewählt. Er war auch Mitglied der Linnean Society of London, die ihn 1927 mit der Linné-Medaille auszeichnete. 1932 ehrte ihn die Royal Horticultural Society mit der goldenen Veitch Memorial Medal.
Die Pflanzengattungen Stapfiella Gilg aus der Familie der Safranmalvengewächse (Turneraceae), Stapfiola O. Kuntze, Neostapfia Burtt Davy, Ottochloa Dandy und Stapfochloa H.Scholz aus der Familie der Süßgräser (Poaceae oder Gramineae) sowie Stapfiophyton H.L.Li aus der Familie der Schwarzmundgewächse (Melastomataceae) sind nach ihm benannt worden.
Der Botaniker Franz Speta begründete 1977 zu Ehren von Otto Stapf eine wissenschaftliche Schriftenreihe unter dem Titel Stapfia mit Arbeiten vor allem zu Floristik, Systematik der Pflanzen und Vegetationskunde. Etwa ein Viertel der Arbeiten beziehen sich auf zoologische Themen.

## Schriften (Auswahl)
- The Aconites of India. A Monograph. In: Annals of the Royal Botanical Garden. Bd. 10, Nr. 2, 1905, ZDB-ID 997929-3, S. 115–197, Tafel 92–116.
- The known plants of Liberia. Appendix IV. In: Harry Johnston: Liberia with an Appendix on the Flora of Liberia. 1906, S. 570–668 (zobodat.at [PDF; 44,4 MB]).
- The Southern Element in the British Flora. In: Botanische Jahrbücher für Systematik, Pflanzengeschichte und Pflanzengeographie. Band 50, 1913, S. 509–525 (zobodat.at [PDF]).